# Мисс Казахстан 1997
Мисс Казахстан 1997 года (каз. Мисс Қазақстан 1997) — 1-й национальный конкурс красоты проводился в Алма-Ате во «Дворце школьников» 2 июля. Победительницей стала представительница города Алматы — Жамиля Бисембиева.

## Гости
Список гостей принявшие участие:
- Талгат Теменов, режиссёр, Заслуженный Деятель искусств;
- Группа «Блестящие»;
- Кирилл Ли;
- Дуэт «L»;
- Руслан Тохтахунов.

## Итоговый результат
Итоговый результат:
| Титул               | Участница            |
| ------------------- | -------------------- |
| Мисс Казахстан 1997 | Джамиля Бейсембиева  |
| 1-я Вице Мисс       | Маргарита Павловская |
| 2-я Вице Мисс       | Ажар Махатова        |

## Участницы
В национальном конкурсе красоты приняло 36 участниц из 10 регионов Казахстана.